# Lala
Lala (rusky Лала) je řeka v Archangelské a v Kirovské oblasti v Rusku. Je dlouhá 172 km. Povodí řeky je 1010 km².

## Průběh toku
Teče kopcovitou krajinou. Ústí zprava do Luzy (povodí Severní Dviny).

## Vodní režim
Zdrojem vody jsou převážně sněhové srážky. Průměrný roční průtok vody ve vzdálenosti 16 km od ústí činí 11,4 m³/s, maximální 278 m³/s a minimální 0,18 m³/s.

## Využití
Nedaleko ústí byla vybudována vodní elektrárna.